# Korpstenarna
Korpstenarna är skär i Åland (Finland). De ligger i den östra delen av landskapet, 70 km öster om huvudstaden Mariehamn.
Terrängen runt Korpstenarna är mycket platt. Trakten är glest befolkad. Närmaste större samhälle är Kökar, 19,0 km sydväst om Korpstenarna. 